# Coregonus nigripinnis
Coregonus nigripinnis је зракоперка из реда Salmoniformes и фамилије Salmonidae.

## Угроженост
Ова врста је изумрла, што значи да нису познати живи примерци.

## Распрострањење
Врста је пре изумирања била присутна у Канади и Сједињеним Америчким Државама.

## Станиште
Ранија станишта врсте су била језера и слатководна подручја. 
Врста Coregonus nigripinnis је била присутна на подручју Великих језера у Северној Америци.